# Wife Swap
Wife Swap é um reality show britânico produzido pela produtora de televisão independente RDF Media e criado por Stephen Lambert para o Channel 4, transmitido pela primeira vez em 2003 e que durou 7 anos antes de ser eliminado. O show retornou para um episódio especial em 15 de junho de 2017.
No programa, duas famílias, geralmente de diferentes classes sociais e estilos de vida, trocam esposas/mães - e às vezes maridos - por duas semanas. Na verdade, o programa geralmente troca deliberadamente as esposas com estilos de vida drasticamente diferentes, como uma esposa confusa trocando-a com uma esposa meticulosamente arrumada. Apesar de usar uma frase do estilo de vida balançando, os casais que participam do programa não compartilham uma cama com o cônjuge "trocado" enquanto trocam de casa.
Em novembro de 2009, o Channel 4 anunciou que havia cancelado Wife Swap, e nenhum novo episódio do programa seria feito para o canal. O episódio final foi transmitido em dezembro de 2009.
Foi anunciado que o Wife Swap retornaria para um episódio especial do Brexit para o ar no dia 15 de junho de 2017 no Channel 4.